# Zettlr
Zettlr ist eine freie und quelloffene Software zum Erstellen und Organisieren von Texten im Markdown-Format, die maßgeblich an Wissenschaftler, professionelle Autoren und Journalisten gerichtet ist. Zettlr fokussiert sich auf professionelle Autorenfeatures für Projektmanagement und Textverwaltung sowie Unterstützung für Zitationen mittels der Citation Style Language. Das Programm ist verfügbar für die meisten gängigen Betriebssysteme (macOS, Windows und Linux), nicht jedoch für mobile Betriebssysteme wie iOS und Android. Der Name „Zettlr“ ist vom deutschen „Zettel“ abgeleitet, und die Anwendung ermöglicht das Erstellen und Verwalten eines eigenen Zettelkastens.

## Geschichte
Zettlr entstand im Jahr 2017 als Freizeitprojekt von Hendrik Erz während des Studiums in Bonn. Als hauptsächlichen Anstoß zur Entwicklung nannte er 2019 das Fehlen von Anwendungen zur Veröffentlichung wissenschaftlicher Arbeiten, die weder zu technisch und damit komplex noch proprietär seien. Die erste Version wurde am 26. Dezember 2017 auf GitHub zum Download verfügbar gestellt. Ein Jahr nach der ersten Veröffentlichung wurde Version 1.0 auf GitHub veröffentlicht.
Seit der ersten Veröffentlichung wurde die Anwendung kontinuierlich erweitert. Im Oktober 2021 wurde Version 2.0 veröffentlicht. Sie enthielt zahlreiche Änderungen der Oberfläche, die nun an das native Design der drei hauptsächlich unterstützten Betriebssysteme (Windows, macOS, Linux) angepasst wurde. Im September 2023 folgte Version 3.0, die erstmals erlaubte, mehrere Dokumente in Tabs und Fenstern zu öffnen.
Bis heute wird Zettlr hauptsächlich von Hendrik Erz entwickelt. Die Community steuert vor allem Übersetzungen der Benutzeroberfläche sowie Übersetzungen des offiziellen Benutzerhandbuches bei, allerdings zunehmend auch Features. Seit Juli 2024 wird die Entwicklung durch ein Gremium, das „Steering Committee“ („Lenkungsausschuss“), gesteuert. Auf einer öffentlich einsehbaren Roadmap veröffentlichen die Entwickler geplante Änderungen.

## Funktionen
Zettlr wird auf der offiziellen Webseite als „One-Stop Publication Workbench“ („Alles-in-einem-Veröffentlichungs-Werkbank“) beworben. Die Software hat den Anspruch, vor allem das professionelle Erstellen von Texten in der Wissenschaft oder auch im Journalismus zu vereinfachen. Hierzu setzt das Programm auf die Auszeichnungssprache Markdown.
Hervorgehobene Funktionen beinhalten Unterstützung für das Zitationsformat CSL und eine Integration mit dem Literaturverwaltungsprogramm Zotero, Rechtschreibprüfung mittels LanguageTool, eine WYSIWYM-Schreibumgebung, Unterstützung für LaTeX-Templates, eine Template-Engine sowie die Verwaltung eines Zettelkasten mit Verlinkungen zwischen Dokumenten und einem integrierten Graph-View.
Weiterhin verfügt Zettlr über eine Anbindung zu dem Multidokumentenformat-Parserprogramm Pandoc, um den Import und Export zahlreicher unterstützter Dokumentenformate zu realisieren, wie beispielsweise PDF-Dateien oder Microsoft-Word-Dokumente.
Die Anwendung verhindert einen Lock-in-Effekt, da die Dokumente nicht in einer Datenbank, sondern im Klartext und in einem freien Format auf der Festplatte des Nutzers gespeichert werden.

## Verbreitung und Rezeption
Zettlr wurde seit der Veröffentlichung vielfach rezensiert und in Software-Fachjournalen besprochen. Bis April 2025 wurde die Software rund 1,7 Millionen Mal auf GitHub heruntergeladen und ist auf vielen gängigen Paket-Managern, wie Homebrew (macOS), Chocolatey (Windows) oder dem Arch User Repository (Linux) verfügbar. Das Technikportal Chip führt Zettlr mit Stand von Ende April 2025 als die am häufigsten heruntergeladene Zettelkasten-Anwendung des Monats, noch vor dem Programm Obsidian, mit dem Zettlr – ebenso wie mit Logseq – oft verglichen wird.
Die Anwendung wurde positiv von Wissenschaft und Fachpresse aufgegriffen. Rezensenten verweisen auf den großen Funktionsumfang. Weiterhin werden die integrierte Zitationsumgebung und übersichtliche Benutzeroberfläche hervorgehoben. Positiv genannt wird auch das Prinzip, Ordner und Dateien 1:1 in der Benutzeroberfläche abzubilden.
Kritisiert wird vor allem die Nutzung des Electron-Frameworks, durch das die App vergleichsweise viel Festplattenspeicher belegt und etwas träge reagiert. Nutzer kritisieren zudem die fehlende Unterstützung für Plugins sowie das Fehlen mobiler Anwendungen.
Das Zentrum für Multimedia in der Lehre der Universität Bremen empfiehlt mit Stand vom April 2025 das Programm in seiner Auswahl von „Studytools“, ebenso die Bibliothek der TU Hamburg-Harburg. In einer 2024 eingereichten Masterarbeit am Institut für Informationswissenschaft der Technischen Hochschule Köln zum Potential von Markup für das Publikationswesen in den Altertumswissenschaften ist Zettlr ein eigener Abschnitt gewidmet. Die Zeitschrift LinuxUser rezensierte das Programm 2019 und 2024. Das Onlineportal ifun.de für Apple-Produkte bezeichnete Zettlr 2021 aus Anlass seiner Rezension zur Version 2.0 als „eine der bekannteren“ Zettelkasten-Anwendungen für den Mac.